# Padaiveedu
Padaiveedu là một thị xã panchayat của quận Namakkal thuộc bang Tamil Nadu, Ấn Độ.

## Nhân khẩu
Theo điều tra dân số năm 2001 của Ấn Độ, Padaiveedu có dân số 10.031 người. Phái nam chiếm 53% tổng số dân và phái nữ chiếm 47%. Padaiveedu có tỷ lệ 55% biết đọc biết viết, thấp hơn tỷ lệ trung bình toàn quốc là 59,5%: tỷ lệ cho phái nam là 63%, và tỷ lệ cho phái nữ là 46%. Tại Padaiveedu, 9% dân số nhỏ hơn 6 tuổi.